# Maruyama Gondazaemon
Maruyama Gondazaemon est un nom japonais traditionnel ; le nom de famille (ou le nom d'école), Maruyama, précède donc le prénom (ou le nom d'artiste).
Maruyama Gondazaemon (丸山 権太左衛門) (23 décembre 1713 – 14 novembre 1749), de son vrai nom Haga Gindayu (芳賀 銀太夫), est un lutteur sumo officiellement reconnu comme le 3e yokozuna.

## Biographie
Originaire d'un village du domaine de Sendai (actuelle préfecture de Miyagi), Gondazaemon se rend à Edo à juste 17 ans et est entraîné par Nanatsumori Oriemon. Il mesure 1,97m pour 166 kg. Il quitte Edo pour combattre à Osaka où il débute à l'ōzeki de l'ouest en 1737. Il aurait perdu seulement deux combats dans sa carrière.
Il est considéré comme ayant été un fort lutteur mais il n'est pas prouvé qu'il ait reçu le titre de yokozuna. En son honneur, la maison de Yoshida Tsukasa l'autorise à devenir son disciple en août 1749 mais ne lui confère pas le titre de yokozuna. Cependant, il aurait porté une corde noire et blanche qui, sans être une shimenawa (corde traditionnelle), est considérée par le journaliste Masahiko Nomi (en) comme étant une sorte de shimenawa.
Gondazaemon meurt à Nagasaki alors qu'il est un lutteur sumo en activité le 14 novembre 1749 peut-être d'une dysenterie. Sa tombe se trouve à Nagasaki. Une statue de lui debout a été érigée à Tome dans la préfecture de Miyagi.
Ce n'est que 150 ans après sa mort qu'il est reconnu comme le 3e yokozuna puis comme yokozuna Jinmaku quand il est cité dans une liste officielle sur un monument.
Sa vie et sa carrière précède l'usage du banzuke et des archives de tournois et on ignore ainsi son rang et ses statistiques.